# Tamiops macclellandi
Tamiops macclellandi är en däggdjursart som först beskrevs av Thomas Horsfield 1840. Den ingår i släktet Tamiops och familjen ekorrar.
Inga underarter finns listade i Catalogue of Life. Wilson & Reeder (2005) skiljer mellan 6 underarter.

## Beskrivning
Pälsen på ovansidan är grå- och brunspräcklig med 5 mörkare och 4 ljusare längsstrimmor ner till ungefär mitten av ryggen. Mittstrimman är vanligtvis mörkast, medan de övriga mörka strimmorna varierar från nästan svart till obetydligt mörkare än resten av ovansidan. De ljusa strimmorna varierar från vitt till brungrått, med de yttersta srimmorna vanligtvis ljusast och bredast. Den yttersta strimman på varje sida går ända upp på kinden. Öronen har tydliga, vita tofsar. Undersidan är vanligen brungrå till gråaktigt orange. Det vanligaste lätet är ett upprepat, fågellikt kvitter. En sjunkande drill sammansatt av små skrik förekommer också. Kroppslängden är 11 till 12,5 cm, exklusive den 11 till 14 cm långa svansen.

## Utbredning
Denna ekorre förekommer i östra och sydöstra Asien från södra Kina (provinsen Yunnan och Tibet), nordöstra Indien (delstaterna Arunachal Pradesh, Assam, Manipur, Mizoram, Nagaland och Sikkim) och Bhutan över Thailand, västra Kambodja och västra Laos till norra Vietnam och Malackahalvön.

## Ekologi
Tamiops macclellandi vistas främst i bergstrakter mellan 700 och 1 500 meter över havet, men kan även förekomma i låglänta områden, främst i norra delen av sitt utbredningsområde. Den är en dagaktiv art som lever i olika habitat med träd som höglänta urskogar, kulturskogar, buskskogar och trädgårdar. Arten påträffas även i odlingar av fruktträd och kokospalmer. Den vistas främst i trädkronorna. Födan består av frukt, andra växtdelar och till viss del insekter. Den utnyttjar håligheter i träden som skydd.